# Алегорія Старого та Нового завіту
«Алегорія Старого і Нового завіту» («Синагога і Церква») — картина італійського художника Бенвенуто Тізі або Гарофало із зібрання Державного Ермітажу, Росія.

## Сюжет картини
Картина розділена на дві частини хрестом з Ісусом. Нагорі хреста напис I.N.R.I — абревіатура від Jesus Nazarenus Rex Iudaeorum (Ісус Назорейський, Цар Юдейський).
Зверху розп'яття увінчано стінами Раю (Небесного Єрусалиму) з написом PARADISVS (Рай), за стінами у центрі перебуває Бог-Отец, його одна рука лежить на земній сфері, друга піднята у жесті благословіння. Поруч з ним перебувають янголи: ті, що справа від Бога — грають на різних музичних інструментах, ті, що зліва — стріляють з лука у мар, охороняючи рай.
Завершення щаблів хреста написані у виду пари рук, підняті руки тримають ключі від Раю, опущенні руки — ліва тримає жезл, торкаючись ним папської тіари, якою увінчана жіноча фігура, що символізуює Християнство, правиця тримає спис, вражаючи ним стареньку, яка символізує Синагогу. 

### Сюжет лівого боку
Між парами рук закінчення поперечини хреста розташовані два картуші. Лівий картуш містить напис QVIA NON COGNOVIT / MONDVS PER SAPIENTIA / DEV PLACVIT DEO PER / STVLTITIA PREDICATIONIS / SALVOS FACERE CREDEN / TES (Бо, коли світ мудрістю не зрозумів Бога в мудрості Божій, то благоугодно було Богу юродством проповіді спасти віруючих. — 1 Кор. 1: 24). Від цього картуша вгору до стін раю тягнеться сувій з написом (перші чотири слова в дзеркальному відображенні): НІС VIA EST ANBVLATE PER EAN (Ось шлях, ідіть. — Іс. 30: 21).
Сувій у лівій частині, що тягнеться між жіночою фігурою і верхнім картушем, містить напис (дванадцять слів — у дзеркальному відображенні): VENI COLUNBA MEA INFORAMINIBVS PETRE CORONBERIS DE CAPITE AMANA DE VERTICE SANIR ET HERMON VLNARASTI COR МЕА SOROR MEA (Голубко моя, в ущелині скелі... поспішай з вершини Амани, з вершини Сеніра і Ермона аж... Полонила ти серце моє, моя сестро. — Пісня 2: 14; 4: 8-9).
Християнство уособлює жіноча фігура в папській тіарі, зі сферою в руці, загорнута червоним плащем. Вона сидить на хмарі, біля її ніг символи чотирьох євангелістів: ангел (символ Матвія), лев (символ Марка), телець (символ Луки) і орел (символ Іоанна). Під фігурою християнської церкви на хмарі зроблено напис: ECCLESIA CHRISTI (Церква Христа). На другому плані показана проповідь апостола Павла, який церквою вважається виразником основних істин євангеліського вчення. 
Внизу зліва три на першому плані є сцени, присвячені трьом таїнств — хрещення, сповіді і причастя. У сцені хрещення жінка з дитиною на руках своєю зовнішністю, одягом і головним убором дуже схожа на наречену з картини Гарофало «Шлюб в Кані Галілейській», на купелі написано INITIAT (присвятив). У сцені сповіді над головою священика написано PVR / GAT (очистив), а в сцені причастя на вівтарі є слово PER / FI / CIT (удосконалив).

### Сюжет правої сторони
Права частина картини символізує Синагогу, тобто старі релігії взагалі і юдаїзм зокрема. 
На картуші, розташованому в цій частині картини, написано: NON OFFERRATIS VLTRA / SACRIFICIV FRVSTRA IN / CENSVM ABOMINATIO EST / MIHI ORATIONES VESTRAS / NON EXAVDIAM MANVS / ENIM VESTRE SANGVINE / PLENE SVNT (Не носіть більше дарів марних: куріння - огида для Мене... і коли ви множите моління ваші, Я не чую: ваші руки повні крові. — Іс. 1: 13, 15). На верхньому правому сувої, розташованому між картушем і стінами раю напис (п'ять слів — у дзеркальному відображенні): NON INTRABVNT NISI QVI SCRIPTI SVNT IN LIBRO VITE AGNI (І не ввійде у нього ніщо... а тільки ті, які написані у Агнця в книзі життя. — Об'явл. 21: 27).
Сидить на віслюку стара жінка, яка уособлює Синагогу, їй не дано бачити істину, так як на її очах — пов'язка. З її голови злітає корона, в руці вона тримає зламаний скіпетр; все це є вказівкою на втрачену владу. Біля голови старої написані два слова, зліва — CECIDIT (пала), праворуч — NOST.
Між ніг осла сувій з написом SINAGOGA (синагога). Правіше старої зображені руїни храму Соломона, що символізують крах старої віри, там є напис: TEMPLVM SALO / MONIS (храм Соломона), а на перекинутому жертовнику напис: FACTVS EST DTS QUA / SI INIMICVS: PRECIPI / TAVIT ISRAEL TRE. Z. (Господь став, як той ворог, винищив Ізраїль... — Плач. 2: 5).
На першому плані нижньої сцени показаний левит, приймає від людей «дари марні», під «тваринами-дарами» є нерозбірливий напис єврейським письмом, де зрозумілі тільки окремі літери.

### Підніжжя хреста
Підніжжя хреста також завершується двома руками: праворуч ключ від пекла, зліва — ключ від чистилища у вигляді хреста. Між руками розкриті стулки дверей Пекла і Чистилища, на правій стулці видно напис IN / FERNVS (Ад), на лівій стулці нерозбірливий напис, в якій зрозумілі тільки перші дві букви IN (можливо напис свідчить IN PVR, скорочено від Purgatorium (Чистилище). Всередині ліворуч видно Адама у молитовній позі і фігури інших людей, праворуч зачаївся Диявол.

## Історія картини
Картина написана між 1528 і 1531 роком для жіночого монастиря Сан-Бернардіно в Феррарі. Спочатку верх картини був закруглений, пізніше кути надставили, надавши полотну прямокутну форму. У 1792 році вона була викуплена у збіднілих черниць папою Пієм VI; після його смерті успадкована племінником Пія VI графом Піо Браскі. У 1840 році він, маючи грошові труднощі, вирішив продати частину колекції свого дядька і кілька картин було викуплено за розпорядженням імператора Миколи I, в тому числі і дві картини Гарофало: «Шлюб в Кані Галілейській» і «Чудо з хлібами і рибами» (остання у 1931 році була передана в новоутворений Далекосхідний художній музей в Хабаровську) . Картини «Алегорія Старого і Нового завіту» і «Несення хреста» були куплена герцогом Луїджі Браскі, однак у 1842 році російський посол в Римі переконав його продати їх імператору Миколі I, таким чином в Росії виявився комплект з чотирьох картин Гарофало, виконаний їм для монастиря Сан-Бернардіно.
Після прибуття в Росію картина була відправлена у Великий Гатчинський палац, в 1926 році передана в Ермітаж. Виставляється в будівлі Нового Ермітажу в залі 229 (Зал Рафаеля).

## Фреска з монастиря Сант-Андреа

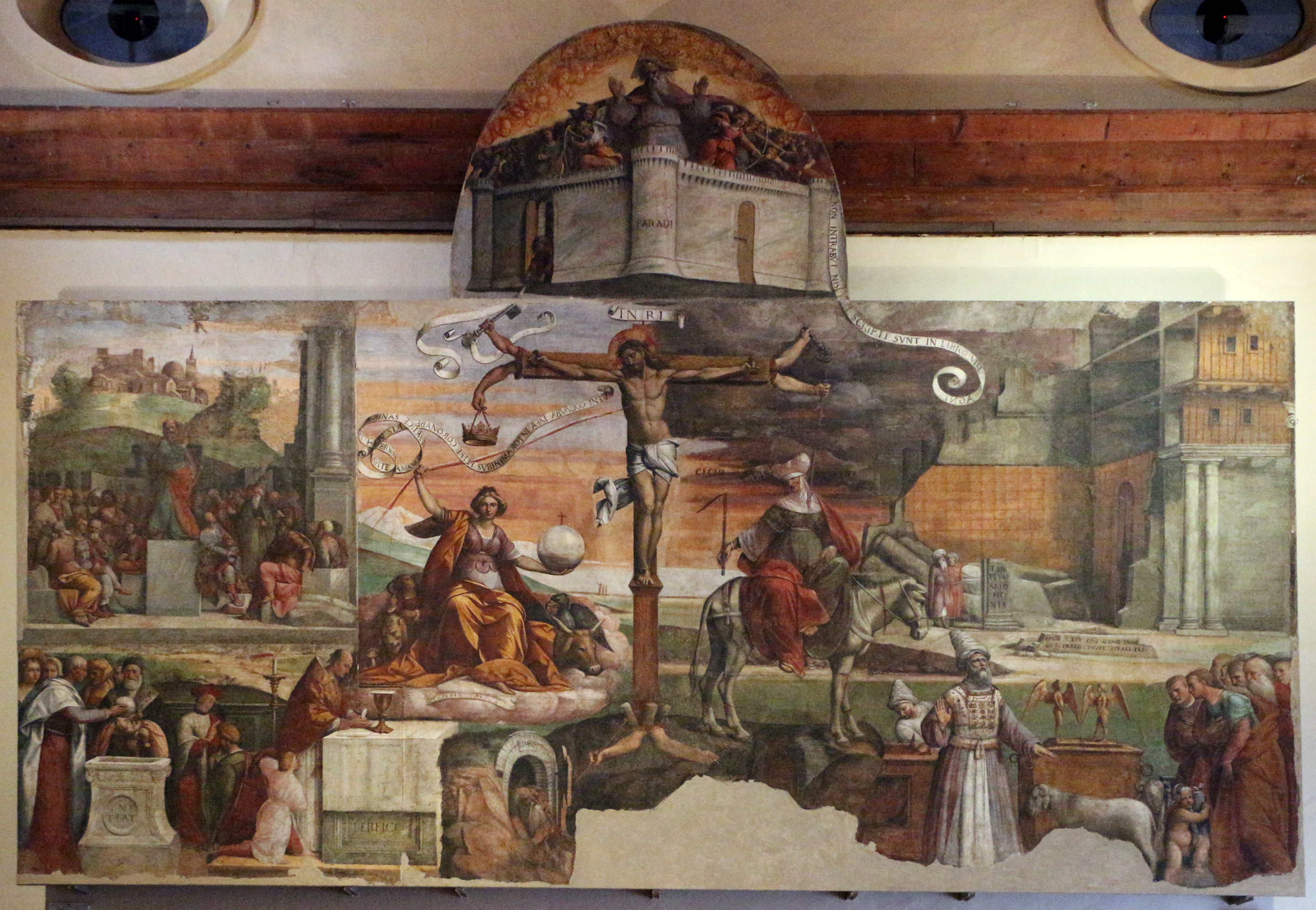
Фреска Гарофало з монастиря Сан-Андреа, нині в Національній пінакотеці в Феррарі

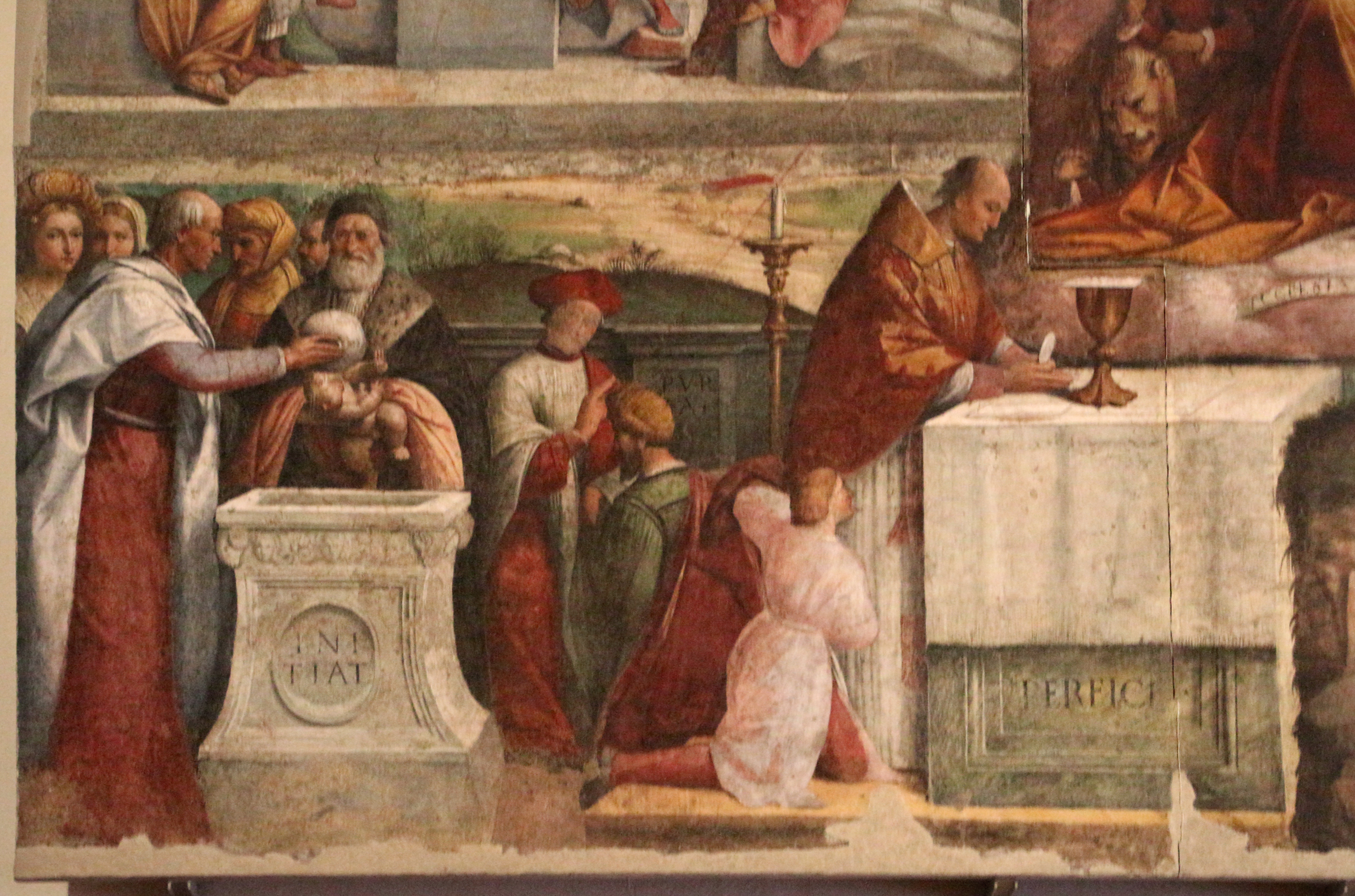
Фрагмент фрески Гарофало з монастиря Сант-Андреа із зображенням чоловіка з дитиною у сцені Хрещення

У 1523 році Гарофало для монастиря Сант-Андреа в Феррарі створив фреску (652 × 825 см) на цей же сюжет. У 1841 році її було знято зі стіни і переведено на полотно, яке нині зберігається в Національній пінакотеці в Феррарі. Ця фреска композиційно передує ермітажній картині; основна сюжетна відмінність полягає у сцені Хрещення — тут з дитиною на руках зображений чоловік; заміна чоловіка на жінку в картині для монастиря Сан-Бернардіно швидше за все пояснюється тим, що замовлення надходило від жіночого монастиря.

## Зноски
1. ↑  Государственный Эрмитаж. Картины Гарофало из монастыря Сан-Бернардино. Архів оригіналу за 5 січня 2018. Процитовано 23 квітня 2018.
2. ↑  Кустодиева Т. К. Итальянская живопись XIII—XVI веков. Государственный Эрмитаж. Каталог коллекции. — СПб.: Изд-во Государственного Эрмитажа, 2011. — С. 105—107.
3. ↑  Государственный Эрмитаж. — Гарофало (Бенвенуто Тизи. «Аллегория Ветхого и Нового завета». Архів оригіналу за 11 травня 2018. Процитовано 23 квітня 2018.